# Лузанов, Фёдор Петрович
Фёдор Петрович Лузанов (16 сентября 1919, Ростов-на-Дону ― 22 октября 1989, Москва) ― советский виолончелист и педагог, Народный артист РСФСР (1980), Профессор (1984). Зять репрессированного комдива Вильгельма Евгеньевича Гарфа.

## Биография
Родился в Ростове-на-Дону, но уже в детские годы переехал в Москву. Очень рано проявил музыкальные способности. С 1931 г. учился в "Особой детской группе" при Московской консерватории, организованной Александром Гольденвейзером для одаренных детей и известной в наши дни как Центральная музыкальная школа. Здесь вместе с ним учились такие впоследствии выдающиеся музыканты как скрипачи Леон Закс, Борис Гольдштейн и Леонид Коган, пианистка Роза Тамаркина.
В 1938 поступил в Московскую консерваторию в класс С. М. Козолупова (окончил в 1943).
В 1945 стал лауреатом Всесоюзного конкурса музыкантов-исполнителей.
В сентябре 1947 г. во время первого послевоенного международного конкурса в Праге в музыкальном центре «Рудольфинум», в труднейшем противостоянии с представителями 12-ти стран занял первое место в соревновании скрипачей и виолончелистов. Правда, это первое место он разделил ещё с четырьмя своими соотечественниками: Леонидом Коганом (скрипка), Юлианом Ситковецким (скрипка), Игорем Безродным (скрипка) и Мстиславом Ростроповичем (виолончель). Их мастерство было настолько велико, что жюри единодушно отказалось назвать из них лучшего.
Уже с 1943 г., ещё студентом Лузанов был приглашен в оркестр Большого театра, где после ухода Исаака Буравского с 1966 г. стал концертмейстером группы виолончелей.

Лузанов был блестящим солистом и превосходным концертмейстером своей группы. Как это часто бывает, звук его виолончели как бы передавался всей группе, которая звучала с ним как группа солистов (пока он оставался в театре). В начале 70-х он перешёл в Госоркестр и группа, с вновь пришедшим новым концертмейстером, несмотря на наличие в ней очень талантливых исполнителей, стала звучать значительно беднее и суше.— Артур Штильман
C 1970 г., по приглашению главного дирижёра Государственного оркестра СССР Евгения Светланова перешёл концертмейстером группы виолончелей Государственного академического симфонического оркестра СССР.

«В его искусстве воплотились самые лучшие, самые наихарактернейшие черты школы Козолупова. Черты, присущие нашей русской школе игры на инструменте, который по праву издавна уподоблялся человеческому голосу… В игре Федора Лузанова всегда присутствует момент бесконечного дыхания, бесконечной кантилены, бесконечного пения на виолончели. Это — поистине редчайший дар … Лузановский звук как бы направлен к сердцу слушателя. И “высотная частота” этого звука без всяких препятствий вызывает ответную волну в душе всех тех, кто, так или иначе, соприкасается с искусством этого чародея виолончели. Он буквально говорит на своем инструменте. Говорит с людьми о самом близком, доверительном и непереводимом на какой-либо другой язык … Искусство это порождено великим народом и является неотъемлемой его частью»— Евгений Светланов
.

Могила Ф. Лузанова на Новодевичьем кладбище в Москве

Фёдор Лузанов постоянно выступал с сольными концертами, в составе ансамблей, сделал большое число студийных записей. С 1978 г., к тому же, он был солистом Московской филармонии.
С 1952 г. Лузанов преподавал в Музыкально-педагогическом институте им. Гнесиных (с 1977 г. — доцент, с 1984 — профессор).
Умер Ф. Лузанов в Москве, похоронен на Новодевичьем кладбище.

## Награды и звания
- Орден «Знак Почёта» (27.05.1951)[3]
- Заслуженный артист РСФСР (15.09.1959)
- Народный артист РСФСР (25.01.1980)

## Семья
- жена: Татьяна Вильгельмовна ур. Гарф (1921—1990) — дочь комдива Вильгельма Евгеньевича Гарфа;
- дочь: Наталья Фёдоровна (1941) — арфистка;
- зять: Зима, Виктор Степанович — тромбонист;
- сын: Сергей Фёдорович (1945—2015) — виолончелист, работал в Большом Театре затем переехал в Мексику и работал в Национальном Оркестре.

## Источник
- Музыкальная энциклопедия / Гл. ред. Ю. В. Келдыш. — М.: Советская энциклопедия, 1973―1982.
- Артур Штильман. Семь искусств
- Копытов Г. А. Керберы. Фамильный код. XIV—XXI вв. книга вторая // изд. «Петербург — XXI век». 2013